# Jürgen Pfeiler
Jürgen Pfeiler (* 14. September 1964 in Villach) ist ein österreichischer Politiker der SPÖ. Von April 2015 bis Oktober 2021 war er Erster Vizebürgermeister der Landeshauptstadt Klagenfurt am Wörthersee.

## Leben und Wirken
Nach dem Besuch der Volks- und Hauptschule absolvierte Pfeiler eine Lehre zum Fotokaufmann, schlug dann jedoch den Berufsweg eines Polizisten ein. Von 1982 bis 2002 war er als Polizeibeamter tätig. Im Jahr 2002 wurde er Landessekretär der Gewerkschaft öffentlicher Dienst.
Seine politische Karriere begann Pfeiler als Stadtteilvorsitzender der SPÖ in den Klagenfurter Stadtteilen Waidmannsdorf (2001 bis 2012) bzw. Annabichl (seit 2012). Seit 2003 war er Mitglied des Klagenfurter Gemeinderates. Nach dem überraschenden Rückzug von Stadtrat Manfred Mertel übernahm Pfeiler dessen Funktion und damit die Agenden Freizeit und Sport in der folgenden Stadtregierung unter Bürgermeister Christian Scheider. Nach der für die SPÖ erfolgreichen Gemeinderatswahl 2015, bei der Maria-Luise Mathiaschitz neue Bürgermeisterin wurde, erlangte Jürgen Pfeiler im April 2015 das Amt des ersten Vizebürgermeisters. Er hatte es auch nach der Wiederwahl Christian Scheiders als Bürgermeister im Frühling 2021 weiter inne. Seine Agenden umfassten die Bereiche Soziales, Personal, Raumordnung, Sport und Integration. Ebenfalls seit April 2015 war er Clubobmann der SPÖ-Klagenfurt. Anfang Oktober 2021 gab Pfeiler überraschend bekannt, zum 18. dieses Monats aus privaten Gründen von allen Ämtern zurückzutreten. Sein Rückzug aus der Politik wurde parteiübergreifend mit Bedauern kommentiert. Sein Nachfolger als Vizebürgermeister wurde Philipp Liesnig, das Amt des Klubobmanns im Gemeinderat übernahm Maximilian Rakuschka.
Abseits der Politik ist Pfeiler Bezirksobmann des ASKÖ Klagenfurt. Er ist verheiratet und Vater einer Tochter. Sein Bruder Richard Pfeiler war von 2000 bis 2012 Vizebürgermeister von Villach.